# 黃清泰
黃清泰（？—1822年），字淡川，一字承伯，廣東鎮平人，後移居臺灣鳳山、頭份，清朝政治人物。歷任補福州城守把總，1806年（嘉慶十一年）任竹塹守備，署艋舺都司。1810年（嘉慶十五年），補嘉義都司。1822年（道光二年）與海盜林烏興苦戰七日，負傷殲敵後升為長福營參將，因傷重未付任而卒。他愛好學問，特別喜歡《史記》、《尚書》。有詩4首留存：大甲溪、烏水溪、九日登八卦山、觀岸裡社番踏歌。其子為黃驤雲。